# ینس بورنزن
ینس بورنزن (انگلیسی: Jens Böhrnsen؛ زادهٔ ۱۲ ژوئن ۱۹۴۹) یک سیاست‌مدار اهل آلمان است.